# 雑貨屋ブルドッグ
雑貨屋ブルドッグ（ざっかやブルドッグ）は、かつて浜松市中区（現・中央区）に本社を置き、日本全国に店舗展開していた雑貨小売企業、ならびにその店名である（企業としての名称は「株式会社雑貨屋ブルドッグ」）。2016年のアクサスとの経営統合により、この名義の店舗は消滅した。企業としては2016年5月にACリアルエステイト株式会社に改称して存続していたが、2021年3月1日にアクサス株式会社に合併した。

## 概要
内山恭昭（1946年生まれ）が、1976年に当時の浜松市馬込町に創業した株式会社商研（しょうけん）がその源流である。1982年に子会社として設立した大恭総業を1993年に雑貨屋ブルドッグに改称した。
ファンシー雑貨の小売チェーン店として店舗を拡大し、2004年にはJASDAQに上場を果たした。本社所在地は浜松市中区鴨江。

### アクサスとの提携と粉飾決算の発覚
2013年4月、アクサスと資本業務提携を結ぶ。7月にはアクサス社長の久岡卓司が社長に就任した。
ところが、同年9月に過去4年間の決算報告において粉飾決算をしていたことが明るみに出る。同年11月、第三者委員会による不正調査報告書が提出され、主に棚卸データの改竄による在庫の不正計上で10億円の利益操作がなされていたと指摘された。これを受けて同社は12月に過年度決算短信の訂正をおこなった。さらに、2014年1月にはこの訂正に伴う特別損失2億5000万円の計上を発表した。すでに売上減少で前期に30億の赤字を計上しており、この粉飾決算に伴う処理はそれに追い打ちをかける形となった。
久岡ら経営陣は、内山ら以前の経営者に対し損害賠償を求めて、2015年に静岡地方裁判所浜松支部に提訴した。

### 上場廃止、アクサス子会社化
2015年4月、アクサスは雑貨屋ブルドッグとの間で株式統合により2016年3月に経営統合することを発表した。一方、経営は悪化が続き、2015年8月決算で債務超過に陥ったことから、2016年8月限りでの上場廃止が通告された。もっとも、経営統合が既に告知されていたため、2016年2月25日で上場を廃止し、3月1日に設立されたアクサスホールディングスの完全子会社となった。経営統合契約書締結の告知文書においては、アクサス提携以前の旧経営陣時代に決算以外にも複数のコンプライアンスに関わる問題を発生させていたと指摘されている。
アクサス子会社化後の2016年5月、社名を「ACリアルエステイト株式会社」に変更するとともに、本店所在地を浜松市東区（現・中央区）有玉北町に移転したのち大阪市中央区南本町に再移転、さらに神戸市中央区京町に再移転した。

## テレビ番組
- 日経スペシャル ガイアの夜明け 消費を眠らせるな!「～ "深夜" 市場に商機あり～」（2007年6月12日、テレビ東京）[16] - "深夜"市場の勝ち組企業の戦略を取材。